# Leptobrachium lumadorum
Leptobrachium lumadorum é uma espécie de anfíbio anuros da família Megophryidae. Está presente nas Filipinas. A UICN classificou-a como pouco preocupante.